# Pouillot à grands sourcils
Phylloscopus inornatus
Espèce
Statut de conservation UICN

 LC  : Préoccupation mineure
Le Pouillot à grands sourcils (Phylloscopus inornatus) est une petite espèce de passereaux insectivores de la famille des Phylloscopidae.

## Description
Le Pouillot à grands sourcils est une des plus petites espèces de pouillot au dos olivâtre et au ventre blanc (environ 10 cm de longueur, 15 à 20 cm d'envergure pour une masse de 6 à 7 g soit à peine plus lourd qu'un roitelet), caractérisée par la présence de deux barres alaires claires, d'un liseré blanchâtre au niveau des rémiges tertiaires, une raie sommitale (au sommet du crâne) peu marquée et de sourcils clairs très nets qui lui ont valu son nom.

## Répartition
L'aire de répartition de l'espèce en période de reproduction se trouve en Sibérie, de l'Oural à la mer d'Okhotsk.
C'est un migrateur et un hivernant rare en France, comme dans toute l'Europe occidentale, le Moyen-Orient et l'Afrique du Nord jusqu'à Madère et aux îles Canaries.

## Voix
"Tsi-huit" aigu, incisif.